# Bellum Batonianum
Bellum Batonianum (Războiul cu Bato) a fost un conflict militar care a avut loc în provincia romană Illyricum în secolul I d.Hr., în care o alianță a popoarelor native din cele două regiuni ale provinciei, Dalmația și Pannonia, s-a revoltat împotriva romanilor. Rebeliunea a început printre popoarele native care au fost recrutate ca trupe auxiliare pentru armata romană. Acestea au fost conduse de Bato, un șef al tribului Daesitiatae care locuia în partea centrală a actualei regiuni Bosnia, și li s-a alăturat ulterior Breucii, un trib din Pannonia condus de Bato Breucianul. Multe alte triburi din Illiria s-au alăturat revoltei. 
Romanii s-au referit la conflict ca Bellum Batonianum („Războiul cu Bato”) după acești doi lideri cu același nume; Velleius Paterculus l-a numit  Războiul Panonian și Dalmațian pentru că a implicat ambele regiuni ale Illyricumului, iar în epoca modernă a fost numit și Marea Revoltă Iliriană, răscoala panonică-dalmată și răscoala Bato.
Războiul de patru ani a durat din anul 6 până în 9 d.Hr. și a implicat o mare desfășurare de forțe romane în provincie, armate întregi operând în Balcanii de Vest și luptând pe mai multe fronturi. În anul 8 d.Hr., Breucii din valea râului Sava s-au predat, dar a fost nevoie de o blocadă pe timp de iarnă și un alt sezon de luptă înainte de predarea triburilor din Dalmația în anul 9 d.Hr. Istoricul roman Suetonius a descris răscoala drept cel mai dificil conflict cu care s-a confruntat Roma de la războaiele punice purtate cu două secole mai devreme.